# 1560
Évszázadok: 15. század – 16. század – 17. század
Évtizedek: 1510-es évek – 1520-as évek – 1530-as évek – 1540-es évek – 1550-es évek – 1560-as évek – 1570-es évek – 1580-as évek – 1590-es évek – 1600-as évek – 1610-es évek
Évek: 1555 – 1556 – 1557 – 1558 –  1559 – 1560 – 1561 – 1562 – 1563 – 1564 – 1565

## Események

### Határozott dátumú események
- február 27. – A Skót és az Angol Királyság megköti a berwicki szerződést, miszerint kiűzik a francia csapatokat Skóciából.
- március 17. – Az amboise-i összeesküvés; a hugenották sikertelen kísérlete arra, hogy a fiatal II. Ferenc királyt kiragadják a katolikus lotaringiai Guise-ek felügyeletéből.
- április 15. – Dánia megvásárolja Saaremaa szigetét.
- május 11. – A dzserbai csatában a török hajóhad legyőzi az egyesült európai sereget.
- július 6. – Az edinburghi egyezmény szerint a francia csapatok kivonulnak Skóciából.
- augusztus 2. – Az Ergemei csatában az oroszok legyőzik a Livoniai Kardtestvérek rendjét.
- augusztus 17. – A Skót Parlament a protestáns hitvallást fogadja el nemzeti hitvallásként.
- augusztus 21. – Európában teljes napfogyatkozás látható.
- szeptember 29. – Trónra lép XIV. Erik svéd király.
- november 21-23. – Kuala Lumpur lesz Malajzia fővárosa.
- november 29. – IV. Piusz pápa Ad Ecclesiae regimen kezdetű bullájával újból összehívja a trienti zsinatot.[1]
- december 6. – A tízéves IX. Károly a francia trónra lép.
- december 13. – Balassa Menyhért János Zsigmondtól I. Ferdinándhoz pártol.

### Határozatlan dátumú események
- az év folyamán – 
  - Franciaországban törvényen kívül helyezik a prostitúciót.
  - I. Ferdinánd magyar király engedélyt ad Sopron városának, hogy Wolf forrásánál fürdőt építsen és a használatáért díjat szedjen.[2]

## Az év témái

### 1560 az irodalomban
- Megjelenik Kolozsváron a Zsoltárok könyvének magyar fordítása Heltai Gáspártól.[3]

## Születések
- június 28. – Jean-Paul de Lascaris-Castellar francia johannita lovag († 1657)
- november 3. – Annibale Carracci bolognai barokk festő († 1609)
- augusztus 7. – Báthori Erzsébet magyar grófnő, állítólagos sorozatgyilkos († 1614)
- Báthory Boldizsár erdélyi politikus

## Halálozások
- április 19. – Philipp Melanchthon német teológus, reformátor (* 1497)
- november 25. – Andrea Doria genovai admirális (* 1466)